# Ducato di Baviera
Il Ducato di Baviera fu uno stato della Germania esistito dal 907 e divenuto anche un elettorato nel 1623. La sua capitale erano Ratisbona e dal XII secolo la città di Monaco di Baviera. Il ducato presiedeva il banco laico dei principi al Reichstag del Sacro Romano Impero.
Il ducato di Baviera era uno dei ducati del Regno dei Franchi Orientali e passò alla dinastia dei Guelfi che notoriamente, tra XII e XIII secolo furono tra i più fervidi oppositori degli imperatori del Sacro Romano Impero. Uno di questi, Enrico il Leone, duca di Sassonia e Baviera, si scontrò con l'imperatore Federico Barbarossa il quale, trionfante, lo privò dei propri domini. I Wittelsbach ricevettero il Ducato di Baviera nel 1180 il quale, con molti mutamenti tra cui l'elevazione a regno nel 1806, rimase loro sino al 1918.

## Antefatto storico

### Il ducato dei Bavari
Le origini dell'antico ducato bavaro possono essere fatte risalire al 551/555. Nella sua Getica, il cronista Giordane lo definisce:

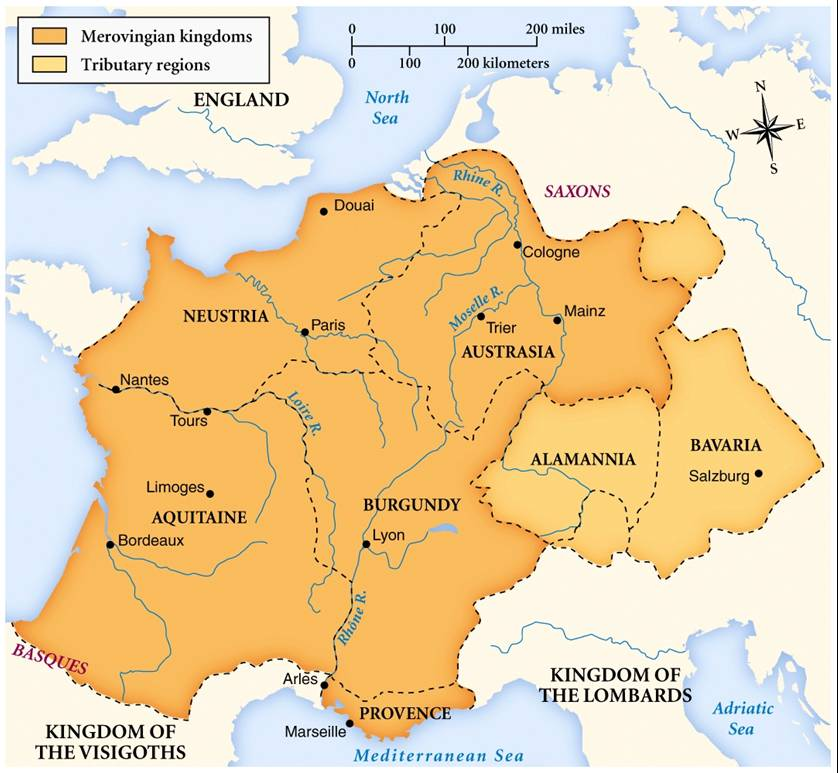
I regna dei Merovingi e i loro tributari tra la fine del VI e l'inizio dell'VIII secolo.

I bavari inizialmente colonizzarono l'area attorno al fiume Naab, territorio della futura marca di Nordgau che successivamente verrà chiamato Alto Palatinato, sino all'Enns. La residenza dei primi duchi fu perlopiù Ratisbona, la Castra Regina romana, lungo il fiume Danubio. Alcuni cambiamenti si ebbero sul confine orientale quando avvenne lo spostamento dei Longobardi dalla Pannonia, dove vennero sostituiti dagli Avari, all'Italia nel 568 oltre all'insediamento dei Cechi nel territorio della Selva Boema. Attorno al 743 il duca dei Bavari Odilone rese suoi tributari i principi slavi della Carantania, i quali gli avevano chiesto protezione dagli invasori Avari, il cui territorio venne definitivamente annesso al ducato nel 772. In determinati periodi, i bavari riuscirono a estendersi anche a sud del Passo del Brennero, includendovi i territori di Bressanone, Bolzano e Merano.
Sino alla fine del primo ducato, tutti i reggenti erano discendenti dalla casata degli Agilolfingi. Il primo duca documentato fu Garibaldo I, un franco agilolfingio, che governò dal 555 formalmente come vassallo dei Merovingi.

Durante la cristianizzazione, il vescovo Corbiniano pose le basi per la fondazione della successiva diocesi di Frisinga prima del 724. San Chiliano nel VII secolo era stato missionario prima in Franconia settentrionale, dove san Bonifacio fondò la diocesi di Würzburg nel 742, e poi in Turingia, dove Chiliano subì il martirio. Nelle adiacenti terre alamanniche a ovest del fiume Lech, venne creata la sede vescovile di Augusta. Quando san Bonifacio fondò la diocesi di Passavia nel 739, a sud san Ruperto nel 696 aveva già istituito la diocesi di Salisburgo, probabilmente dopo aver battezzato il duca Teodone I di Baviera alla sua corte di Ratisbona, divenendo così "Apostolo di Baviera". Nel 798 papa Leone III creò la provincia ecclesiastica della Baviera con Salisburgo come sede metropolitana e Ratisbona, Passavia, Frisinga e Sabiona come diocesi suffraganee.

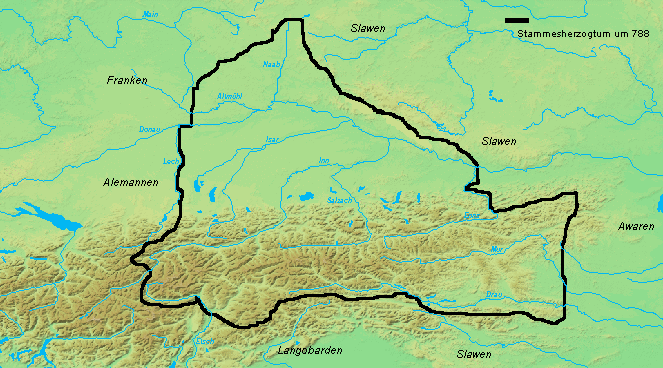
La Baviera nel 788 circa

Con la creazione dell'Impero franco sotto la dinastia dei Carolingi, l'autonomia dei duchi dei Bavari ebbe fine: nel 716 i Carolingi incorporarono le terre della Franconia a nord, dove i vescovi di Würzburg avevano ottenuto una posizione dominante. A ovest, Carlomanno aveva soppresso la rivolta degli Alamanni del 746. L'ultimo sovrano tribale della Baviera fu duca Tassilone III cercò invano di mantenere la propria indipendenza in alleanza coi Longobardi. La conquista del regno longobardo ad opera di Carlo Magno segnò la fine di Tassilone III che venne deposto nel 788. Con la dieta di Francoforte sul Meno del 794 la Baviera divenne ufficialmente una prefettura franca.

### Il regno franco di Baviera
Nella sua Ordinatio Imperii dell'817, il figlio e successore di Carlo Magno Ludovico il Pio, regolò la successione dell'Impero carolingio, assegnando il titolo imperiale e il regno d'Italia al suo figlio primogenito Lotario I, mentre i suoi fratelli minori ottennero dei reami subordinati all'autorità imperiale.
In particolare, Ludovico II il Germanico divenne re di Baviera, territorio divenne centro del suo potere, inoltre, il padre gli assegnò la marca di Carinzia, insieme alla Carniola, alla marca Orientale e alla marca di Pannonia in modo che si potesse occupare della difesa del confine orientale dell'Impero. Con il trattato di Verdun dell'843 la Baviera divenne parte del regno dei Franchi Orientali sotto Ludovico il Germanico e alla sua morte il titolo reale di Baviera passò al suo primogenito Carlomanno nell'876. Nell'880, alla morte del padre, Arnolfo di Carinzia, figlio naturale di Carlomanno, si assicurò le terre della marca di Carinzia, guerreggiò contro Carlo il Grosso nell'887 e venne eletto re dei Franchi Orientali l'anno successivo. La Carinzia e la Baviera divennero dunque le basi del suo potere con Ratisbona come sua sede.
Nell'899 il regno dei Franchi Orientali passò a Ludovico IV il Fanciullo, figlio di Arnolfo, e durante il suo regno vi furono continue incursioni ungare. La resistenza a queste continue razzie divenne gradatamente sempre più flebile, sino alla decisiva sconfitta subita nella battaglia di Presburgo del 5 luglio 907, che segnò la perdita definitiva della marca Orientale e della marca di Pannonia. Nel 911 quando Ludovico IV il Fanciullo, morì senza eredi si ebbe una discontinuità dell'autorità centrale, che portò ad un rafforzamento dei ducati locali.

## Storia

### Luitpoldingi e Ottoniani

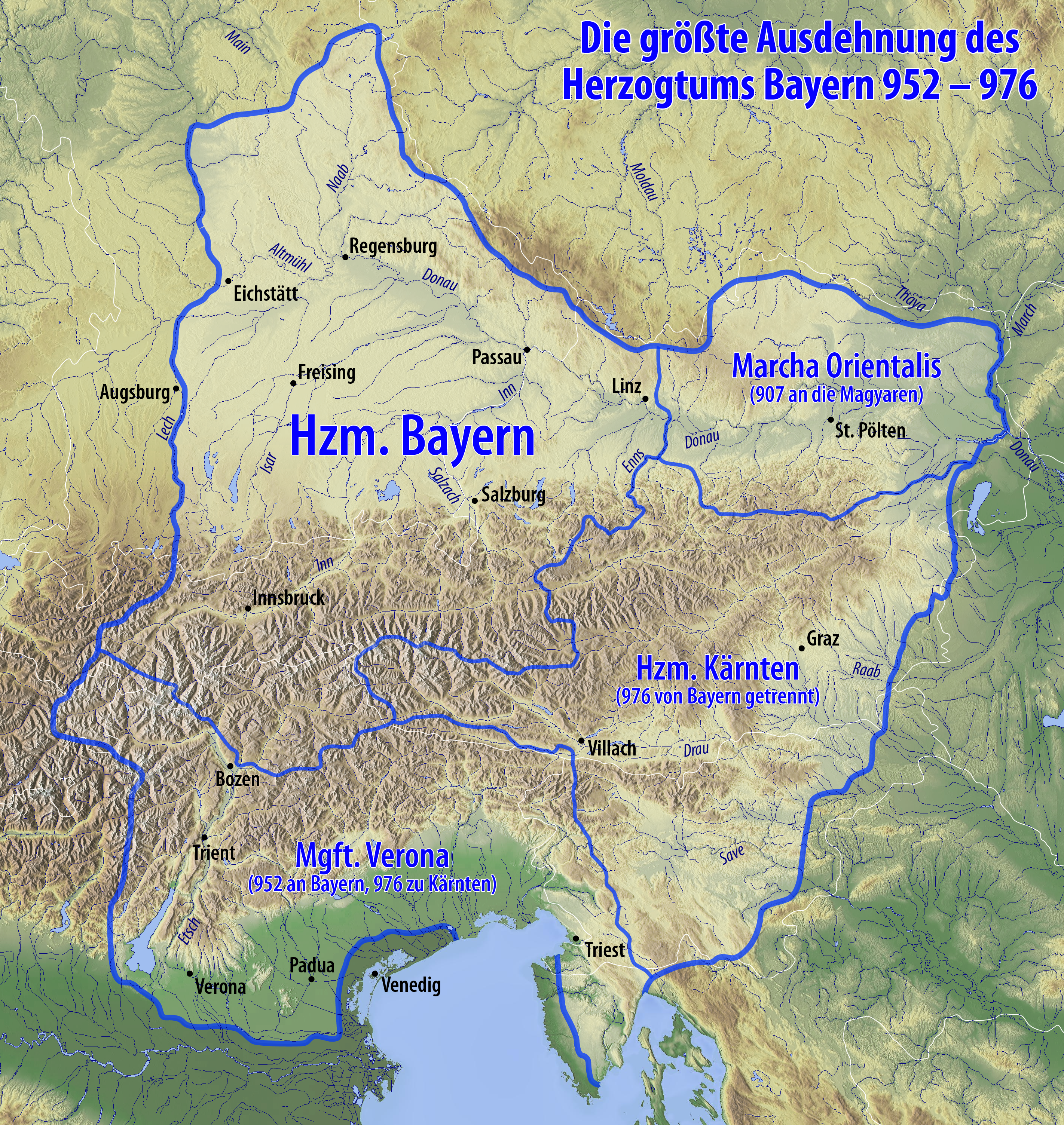
La Baviera nel 976, con le marche d'Austria, Carinzia e Verona

Già sotto la dinastia carolingia il governo della Baviera era stato affidato a diversi prefetti, tra cui Geroldo, Audulfo, Engildeo e il conte di Scheyern Liutpoldo, che dovevano occuparsi della difesa della frontiera meridionale del dominio franco. Liutpoldo stesso rimase ucciso nella battaglia di Presburgo e suo figlio Arnolfo venne nominato duca di Baviera, divenendo il primo regnante della dinastia dei Luitpoldingi. Dal momento che si era rifiutato di riconoscere la sua supremazia, il re di Germania Corrado I attaccò più volte Arnolfo, ma senza ottenere risultati.
Il figlio di Arnolfo, Eberardo venne poi deposto da re Ottone I di Germania nel 938 e succeduto dal fratello minore Bertoldo. Nel 948 re Ottone riuscì infine a privare i Luipoldingi dei loro domini e installò in Baviera suo fratello minore Enrico I. Il figlio minore di quest'ultimo, Enrico III fu il primo ad essere investito anche del titolo di conte palatino. L'ultimo tentativo dei Luitpoldingi di riprendere il potere fu la creazione di una ribellione al figlio di re Ottone, Liudolfo di Svevia che venne schiacciata nel 954.
Nel 952 il duca Enrico I ricevette inoltre la marca di Verona in Italia, che Ottone I aveva ottenuto da re Berengario II d'Italia. Gli Ungari continuarono a rappresentare un problema per la Baviera dell'epoca sino alla decisiva vittoria di re Ottone nella battaglia di Lechfeld del 955, che consentì la riannessione alla Baviera della marca orientale. I Magiari si ritirarono quindi oltre la Leita e la Morava, facilitando così una seconda ondata di germanizzazione in Alta e Bassa Austria e in Carniola. Seppur governata dalla dinastia ottoniana, discendente da Enrico I e quindi un ramo collaterale della dinastia reale di Sassonia, il conflitto tra i duchi bavaresi e la corte tedesca (dal 962 imperiale) continuò: nel 976 l'imperatore Ottone II depose il cugino ribelle duca Enrico II di Baviera e fondò il ducato di Carinzia che venne assegnata a Enrico III insieme alla marca di Verona. Quando Enrico II si riconciliò con la vedova dell'Imperatore nel 985, riottenne il suo ducato anche se il potere dei duchi bavaresi era fortemente diminuito per l'ascesa della casata di Babenberg, divenuti margravi d'Austria, sempre più indipendenti.

### La casata dei Guelfi
L'ultimo duca ottoniano, il figlio di Enrico II, Enrico III, venne eletto re dei Romani nel 1002. Il ducato, a momenti alterni, fu governato in unione personale dai re di Germania, da duchi dipendenti o persino da figli dell'imperatore, una tradizione mantenuta anche dai successori della dinastia Salica. Questo periodo vide però l'ascesa di diverse famiglie aristocratiche locali come ad esempio i conti di Andechs o il casato di Wittelsbach. Nel 1061 l'imperatrice vedova Agnese di Poitou infeudò il conte sassone Ottone di Northeim del ducato di Baviera. Ad ogni modo il di lei figlio, Enrico IV del Sacro Romano Impero, riprese il ducato e scatenò la ribellione sassone del 1073. Enrico concesse la Baviera a Guelfo d'Este, progenitore della dinastia guelfa che governò il ducato per i successivi 110 anni.
Fu con questo atto che il ducato di Baviera tornò a riemergere sul piano delle relazioni internazionali in seno alla lotta per le Investiture tra l'imperatore ed il papa. I Guelfi si schierarono col papa.
Un conflitto con la dinastia sveva degli Hohenstaufen nell'elezione del sovrano Corrado III (appartenente a quella dinastia) portò poi alla concessione della Baviera ai Babenberg nel 1139. Fu solo Federico Barbarossa che tentò una riconciliazione coi Guelfi e nel 1156 concesse nuovamente la Marcha Orientalis derivata dalla Baviera al guelfo Enrico il Leone, il quale già era duca di Sassonia.
Enrico fondò diverse città tra cui Monaco nel 1158. Forte della propria posizione di duca di due stati importanti della Germania, Enrico entrò ben presto in conflitto con Federico I Barbarossa che lo bandì dal regno e separò dalla Baviera la Stiria che divenne ducato a parte nel 1180.

### Lo stato nell'impero
Dal 1180 al 1918, i Wittelsbach furono reggenti della Baviera come duchi, divenendone poi principi elettori ed infine sovrani. Quando il conte palatino Ottone VI di Wittelsbach divenne duca col nome di Ottone I di Baviera nel 1180, le casse dello stato erano allo stremo. Nel 1214 i Wittelsbach ottennero anche la contea palatina del Reno.
Nel 1255 le terre dell'Alta Baviera col Palatinato e Nordgau (con sede a Monaco) e della Bassa Baviera (con sedi a Landshut e Burghausen) vennero divise a tal punto che ancora oggi viene conservata la divisione geografica tra alta e bassa Baviera (cfr. Regierungsbezirke).
Malgrado la rinnovata divisione dopo un brevissimo tempo di riunione, la Baviera ottenne nuovi poteri all'epoca di Ludovico IV del Sacro Romano Impero che venne eletto nel 1328 ed apparteneva alla dinastia dei Wittelsbach. Le nuove aree del Brandeburgo (1323), Tirolo (1342), le contee d'Olanda, Zelanda e Hainaut (1345) vennero, ad ogni modo, perse dai suoi successori. Nel 1369 il Tirolo passò agli Asburgo col trattato di Schärding. Nel 1436 venne perduta la Borgogna. Nel 1329 il trattato di Pavia aveva inoltre diviso la regione del Palatinato in Palatinato Renano e Alto Palatinato. Nel 1328 Salisburgo venne perduta a favore di un dominio religioso.
Tra il XIV ed il XV secolo, l'alta e la bassa Baviera vennero ripetutamente divise. Dopo la divisione del 1392 vennero creati quattro ducati: Baviera-Straubing, Baviera-Landshut, Baviera-Ingolstadt e Baviera-Monaco. Questi ducati erano spesso in lotta tra loro. Il duca Alberto IV di Baviera-Monaco riunì l'intera Baviera nel 1503 sulla base della primogenitura.